# Gisela Eberlein
Gisela Eberlein (* 1915 in Hannover; † 1992) war eine deutsche Ärztin und Sachbuchautorin zum Thema Autogenes Training. Sie studierte in Berlin, Marburg, Königsberg, Graz und Freiburg im Breisgau, ehe sie 1944 das Staatsexamen ablegte. Im gleichen Jahr heiratete sie einen Chemiker des Bayer-Konzerns. 1950 eröffnete sie in Leverkusen ihre eigene Praxis. Für Eberlein hatte neben der Behandlung kranker Patienten auch die Gesundheitsvorsorge bei gesunden Patienten große Bedeutung, für die sie im autogenen Training eine Schlüsselmethode identifiziert haben wollte. Sie warb für diese Methode in öffentlichen Vorträgen und in Büchern; insgesamt veröffentlichte sie über 20 Bücher. Mit dem Buch Gesund durch Autogenes Training führte sie 1973 neun Wochen die Spiegel-Bestsellerliste an. Lange Jahre hatte sie im Radiosender SWF3 eine eigene Kolumne mit dem Titel Guten Morgen – positiv sollen Sie den Tag beginnen! 1968 gründete sie die Deutsche Gesellschaft für Gesundheitsvorsorge, 1978 baute sie im Leverkusener Stadtteil Schlebusch das Hufelandhaus auf, das sich primär dem Thema Gesundheitsvorsorge widmen sollte. 1960 erhielt sie den Hufeland-Preis, 1986 das Verdienstkreuz am Bande. Mit 70 Jahren nahm sie ein Philosophiestudium an der Universität zu Köln auf; sie starb 1992.

## Werke (Auswahl)
- Gesund durch Autogenes Training. Econ Verlag, Düsseldorf 1973. ISBN 978-3-430-12298-6.
- Gesund durch autogenes Training für Anfänger und Fortgeschrittene. Kaiser Verlag, Klagenfurt 1974. ISBN 3-7043-2051-X.
- Autogenes Training mit Jugendlichen. Econ Verlag, Düsseldorf 1977. ISBN 3-430-12301-1.
- Ängste gesunder Kinder: Praktische Hilfe bei Schulangst, Lernstörungen, Konzentrations- und Leistungsschwächen. Econ Verlag, Düsseldorf 1979. ISBN 3-430-12302-X.
- Autogenes Training für Kinder. Springer, Berlin 1985. ISBN 978-3-540-15748-9.
- Autogenes Training für Fortgeschrittene. Econ Verlag, München 1986. ISBN 978-3-430-12299-3.
- Autogenes Training mit der ganzen Familie. Econ Verlag, Düsseldorf 1986. ISBN 3-430-12297-X.
- Gesundheitsvorsorge in der ärztlichen Praxis: Autogenes Training und ergänzende Aktivitäten. Springer, Berlin 1986. ISBN 978-3-540-16882-9.
- Autogenes Training: Lernen und Lehren. Springer, Berlin 1987. ISBN 978-3-540-15750-2.
- Intensiv, bewusst – so habe ich gelebt: Mein Weg zur Gesundheitsvorsorge. Lebenskunde Verlag, Düsseldorf 1991. ISBN 978-3-921179-38-3.